# Gébrane Tuéni
Gébrane Tuéni, né le 15 septembre 1957 à Achrafieh, mort le 12 décembre 2005  à Mkalles, est un homme politique libanais qui fut président du conseil d'administration et rédacteur en chef du quotidien An Nahar. (Enfants à rectifier)

## Biographie
Né en 1957, Gébrane Tuéni est élevé dans un milieu aisé et cultivé ; sa mère, Nadia Hamadè de confession druze, et son père, Ghassan Tueni, de famille grecque-orthodoxe d’origine syrienne, font de Gébrane la représentation parfaite du Liban qui navigue entre l’islam et le christianisme. 
La mort de sa sœur Nayla Tuéni en 1964, à l'âge de huit ans, le bouleverse alors qu’il n’avait que sept ans. De plus, la mort de sa mère, quelques années plus tard, ne fait qu’empirer les choses.  
En 1979, il épouse Myrna El Murr dont il divorcera plus tard. Il a deux enfants dont l’actuel PDG du Nahar, Nayla Tuéni, et l’actuel PDG de la Gebran Tueni Foundation, Michelle Tueni. 
Plus tard, quand il entra dans le domaine de la politique, il défendit les droits de son pays et appela son peuple à l'union nationale. En tant que député au parlement libanais, il se penchait souvent sur les questions portant sur l'environnement, disant qu'un visiteur au Liban, pays dont l'économie se base principalement sur le tourisme, veut voir des arbres et des fleurs et non pas un dépotoir. 
Mécène, il organisait souvent des concours de poésie, de théâtre et de chant. Sa qualité de défenseur des droits lui permit de venir en aide aux plus démunis et aux handicapés, ainsi qu'à tous ceux qui ne jouissent pas d'un statut très apprécié au Liban. Dénonçant ouvertement l'occupation syrienne au Liban, il écrivit une lettre ouverte à Bachar el-Assad (alors que ce dernier s'occupait de la question libanaise sous l'égide de son père Hafez el-Assad) qui a reçu un écho très favorable parmi la population libanaise.
En 2004, il se maria de nouveau avec Siham Asseily. Ils eurent des jumelles le 1er août 2005, nommées Nadia et Gabriella Tuéni.
Gébrane Tuéni a été l’un des leaders de la Révolution du Cèdre qu’il a animée sur la place des Martyrs de Beyrouth le 14 mars 2005, où sont situés les locaux du journal An Nahar.
Il est élu député grec-orthodoxe de Beyrouth le 29 mai 2005, sur la liste du Martyr Rafic Hariri dirigée par Saad Hariri.
Le 14 mars 2005, il a prononcé un serment appelant tous les Libanais, « musulmans et chrétiens, à rester unis pour l'éternité. »

### Assassinat
Gébrane Tuéni a été assassiné le 12 décembre 2005 lors d'un attentat à la voiture piégée à Beyrouth. Un groupe inconnu jusque-là, « les Combattants de l'unité et de la liberté d'al-Sham » (al-Sham fait référence à la Grande-Syrie, qu'on pourrait traduire par « Levant ») a revendiqué ce crime. L'agence de presse Reuters a reçu un communiqué qui affirmait que le même sort attendait d'autres opposants à l'« arabité » du Liban.
En réponse, le premier ministre libanais Fouad Siniora a annoncé qu'il demanderait au Conseil de sécurité des Nations unies de démarrer une enquête sur sa mort et sur celles d'autres figures politiques majeures du Liban.
Ghassan Tuéni, le père de Gébrane, fut élu député de Beyrouth à la suite de l’assassinat de son fils.